# 灣丘五七幹校舊址
灣丘「五七」幹校舊址位於四川省攀枝花市米易縣，文物遺址年代判定為1964-1972年。2012年7月16日公佈為第八批四川省文物保護單位。
灣丘“五七”幹校舊址位於四川省攀技花市米易縣東北方灣丘彝族鄉麻窩村。建築總占地面積9000平方米，建築面積3700平方米。建築坐東向西，平面近長方形，採用三進四合院中軸線佈局形式。該建築建政前一度曾為中共攀西地下黨的聯絡點，建政後辟為農場。1964年成立省“五七”幹校，先後有9000余名幹部在此地接受勞動再教育。1972年5月，“五七”幹校遷出，由渡口市接管改為企業農場。灣丘“五七”幹校舊址是“文革”時期四川省對幹部進行“教育改造”的基地，是中國現存為數不多的“文革”建築遺存。2004年，灣丘“五七”幹校舊址被米易縣人民政府公佈為縣級文物保護單位。